# Striatoguraleus
Striatoguraleus là một chi ốc biển, là động vật thân mềm chân bụng sống ở biển trong họ Turridae.

## Các loài
Các loài thuộc chi Striatoguraleus bao gồm:
- Striatoguraleus electrinus Kilburn, 1994[2]
- Striatoguraleus himaeformis Kilburn, 1994[3]
- Striatoguraleus laticulmen Kilburn, 1994[4]
- Striatoguraleus thetis (Smith E. A., 1904)[5]
- Striatoguraleus vellicatus Kilburn, 1994[6]